# Municipio de Norway (condado de Roberts)
El municipio de Norway (en inglés: Norway Township) es un municipio ubicado en el condado de Roberts en el estado estadounidense de Dakota del Sur. En el año 2010 tenía una población de 112 habitantes y una densidad poblacional de 0,89 personas por km².

## Geografía
El municipio de Norway se encuentra ubicado en las coordenadas 45°52′32″N 97°10′16″O / 45.87556, -97.17111. Según la Oficina del Censo de los Estados Unidos, el municipio tiene una superficie total de 125.21 km², de la cual 124,87 km² corresponden a tierra firme y (0,28 %) 0,34 km² es agua.

## Demografía
Según el censo de 2010, había 112 personas residiendo en el municipio de Norway. La densidad de población era de 0,89 hab./km². De los 112 habitantes, el municipio de Norway estaba compuesto por el 98,21 % blancos, el 0,89 % eran amerindios y el 0,89 % eran de una mezcla de razas. Del total de la población el 4,46 % eran hispanos o latinos de cualquier raza.